# Сім'явипорскувальна протока

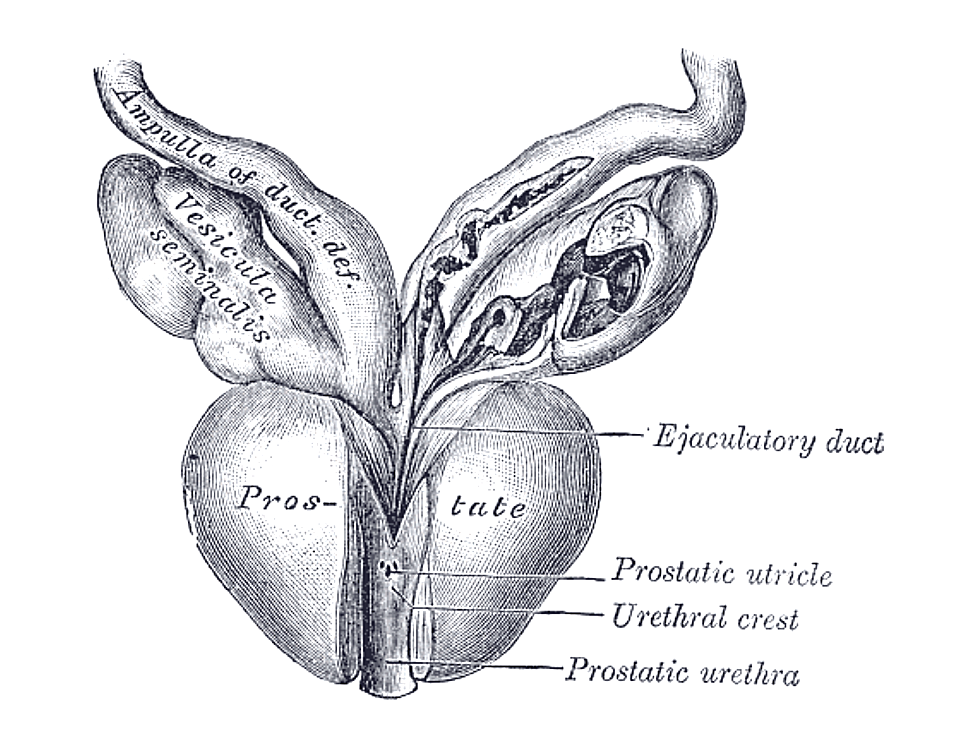
Сім'яні пухирці та ампули сім'явипорскувальних проток, спереду

Сі́м'явипорскувальна прото́ка (еякуляторна протока) — парна трубчаста структура, утворена злиттям протоки сім'яних пухирців і сім'явивідної протоки. Довжина кожної еякуляторної протоки становить близько 2 см. Протоки проходять через передміхурову залозу та відкриваються в уретру на поверхні насінних горбків.

## Захворювання
Зустрічається як вроджена, так і набута обструкція протоки. У випадку двосторонньої обструкції розвивається аспермія/азооспермія, чоловіча безплідність. Хірургічне втручання з приводу доброякісної гіперплазії передміхурової залози може призвести до пошкодження цих проток з розвитком ретроградної еякуляції.